# Semaeopus indignaria
Semaeopus indignaria är en fjärilsart som beskrevs av Achille Guenée 1858. Semaeopus indignaria ingår i släktet Semaeopus och familjen mätare. Inga underarter finns listade i Catalogue of Life.